# Gedenkramen van de Bataafsche Petroleum Maatschappij in Amsterdam
De gedenkramen van de Bataafsche Petroleum Maatschappij zijn drie glas-in-loodramen in de Nederlandse stad Amsterdam, één daarvan kan worden beschouwd als oorlogsmonument. De ramen zijn aangebracht in het trappenhuis aan de westzijde van het in 1929 gebouwde Groot Laboratorium.

## Geschiedenis
De N.V. Koninklijke Nederlandse Petroleum Maatschappij (Koninklijke Olie) ging in 1907 een samenwerkingsverband aan met het Engelse Shell. Er werden twee nieuwe vennootschappen opgericht, waaronder de Bataafsche Petroleum Maatschappij die als productiebedrijf zou gaan fungeren. In 1913 vestigde de Bataafsche zich in Amsterdam-Noord op het zuidelijk deel van de Buiksloterham en een jaar later werd hier een onderzoekslaboratorium geopend. In 1929 werd het Groot Laboratorium gebouwd. In dit gebouw zijn drie glas-in-loodramen geplaatst, die werden ontworpen door glazenier Max Nauta. Ze bestaan alle drie uit een groot middenraam en twee smallere zijramen. Dat symboliek een belangrijke rol speelt in Nauta's werk, blijkt ook uit de voorstelling op deze ramen. Hij had geen eigen atelier, de ramen werden uitgevoerd in het Haarlemse atelier van Nico Schrier en Huib de Ru.
In 1949 werd het laboratorium omgedoopt tot Koninklijke Shell Laboratorium Amsterdam. Zestig jaar later werd een nieuw onderzoekscentrum geopend onder de naam Shell Technology Centre Amsterdam. Een deel van de oude Shellgebouwen werd gesloopt. Het Groot Laboratorium bleef behouden, maar kwam leeg te staan. In 2011-2012 werd het gebouw bezet door de Occupybeweging. Mede vanwege "diefstal van in het Groot Laboratorium aanwezig koper en vernieling van onderdelen van de in dat pand aanwezige glas-in-loodramen" werd het pand na een kort geding ontruimd. Sinds 2013 is het een bedrijfsverzamelpand, met onder meer een hostel en het A Lab, een "creatieve broedplaats voor media-technologie".

## Gedenkramen

### Jubileumraam
In 1939 werd, ter gelegenheid van het zilveren jubileum van het laboratorium, in het trappenhuis op de tweede verdieping een gedenkraam geplaatst. Het werd aangeboden door het personeel en in dank aanvaard door directeur Caviët.
In het middenraam worden de werkzaamheden van de petroleummaatschappij uitgebeeld. Centraal staat het destilleren; een vuur brandt onder een kolf met onderin een paar figuren in 'troebele' kleuren, de kleuren in de ontvanger daarboven zijn veel helderder. Bovenaan is in een pentagram het alziend oog geplaatst en aan weerszijden van de kolf tekens uit de alchemie, waaronder de steen der wijzen en op de hoeken de symbolen van de vier elementen. Op de rand van de vuurschaal is in het Latijn een opschrift aangebracht, dat "bid, lees, lees, herlees, werk en gij zult vinden" betekent. In de zijramen zijn onder meer de oude en nieuwe tekens voor koolstof, olie en waterstof te zien.

### Herdenkingsraam Tweede Wereldoorlog
Na de Tweede Wereldoorlog maakte Nauta opnieuw een gedenkraam voor het Groot Laboratorium, het werd geplaatst op de eerste verdieping. In het middelste raam zijn drie vogels te zien: centraal figuur is een grote, gekroonde feniks (wedergeboorte) die oprijst vanuit de vlammen, linksonder een pelikaan (opoffering) met jongen en rechtsonder een kraanvogel (waakzaamheid) die met haar poten een draak vertrapt. In een soort banderol onderaan een fragment uit de brief van Paulus aan de Galaten: "Gij zijt tot vrijheid geroepen".
Op de twee zijramen worden de namen vermeld van zeventien medewerkers van de Bataafsche Petroleum Maatschappij die tijdens de oorlog omkwamen, onder wie de technologen dr.ir. Willem Coltof (1906-1944) en dr.ir. Hijman Limburg (1898-1944), chemicus en verzetsman Zeno Paul Polak (1888-1945) en laborant Jacob Vos (1913-1943). Verder zijn als symbolen onder meer een pentagram, alziend oog, de Nederlandse vlag, de stenen tafelen met een davidster, een bloeddruppel en een militaire helm met zwaard afgebeeld. Op 4 juli 1947 werd het raam door het personeel aangeboden aan de directie, waarbij Paul Huf enkele verzen declameerde.

### Caviët-raam
Het raam op de derde verdieping is gewijd aan ir. Gerard Johan Louis Caviët (1887-1963). Caviët had van 1920 tot zijn pensioen eind 1945 als directeur de leiding over het laboratorium. Het groeide in die tijd uit tot een van de grootste industriële laboratoria ter wereld.
In het centrale raam staat een vrouwenfiguur, in haar rechterhand houdt ze een bord waarop in vogelvlucht het terrein in Amsterdam te zien is en het opschrift "van 1920-1945 groeide onder G.J.L. Caviët dit Research laboratorium". In haar linkerhand houdt ze een dienblad waarop een olietanker en drie boortorens worden getoond. Om haar hoofd staan de letters BPM van de Bataafsche Petroleum Maatschappij. Op de zijramen zijn onder meer op wapenschilden de kroon van de Koninklijke Olie en de jakobsschelp van Shell geplaatst.